# Bočkovo
Bočkovo este o localitate din comuna Bloke, Slovenia, cu o populație de 12 locuitori.